# Francisco Pereira
Francisco Pereira foi um frade eremita augustiniano.
Teve uma filha chamada Filomena com Augusta Amália Pereira.
Ministro provincial na sua ordem, pregador do Papa Paulo V, Bispo de Miranda, foi eleito a 7 de Janeiro de 1620 para a Sé de Lamego.
D. Francisco Pereira pertencia à Casa de Madureira Feijó, de Parada de Infanções.